# Cine de vampiros en España
Aunque a nivel individual actores y profesionales españoles contribuyeron a varias coproducciones de temática vampírica, el Cine de vampiros en España experimentó un desarrollo tardío. Carlos Villarías y Pablo Álvarez Rubio participaron en Drácula (1931) de George Melford una versión de la película de Tod Browning dirigida al público hispano. La evolución política española y la instauración de la dictadura del franquismo, no fueron amables para la producción cinematográfica española, y en especial para las producciones del género fantástico y de terror, que no se desarrollarían hasta bien avanzada la década de 1960. 

## Primeras producciones

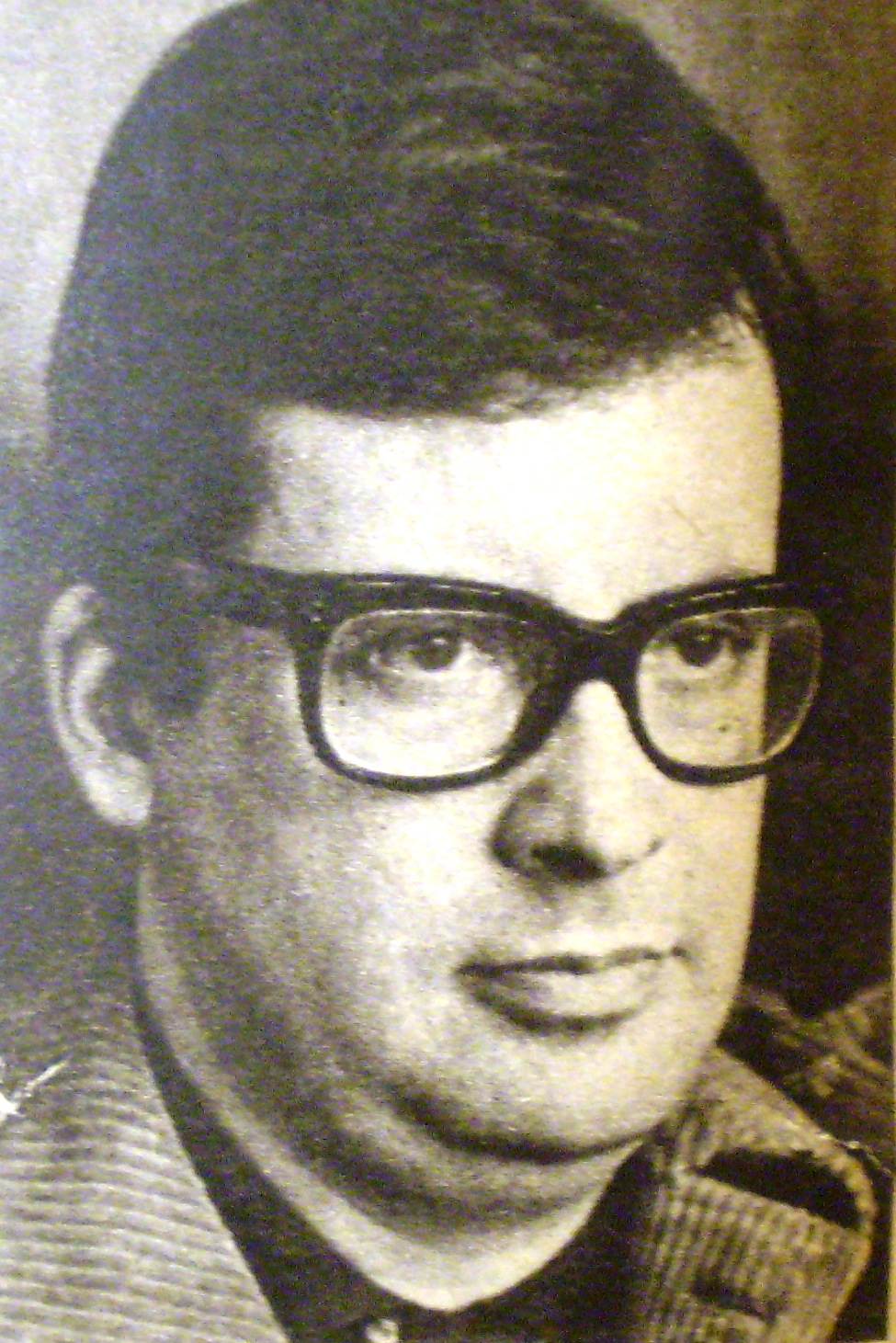
Narciso Ibáñez Serrador. 1970.

La primera película española de género vampírico fue Un vampiro para dos (1965), de Pedro Lazaga, una típica comedia de la época, en la que una pareja de emigrantes interpretada por Gracita Morales y José Luis López Vázquez viaja a Alemania para trabajar al servicio del barón de Rosenthal (Fernando Fernán Gómez), un vampiro tradicional, que sirve como excusa para caer en los tópicos humorísticos relativos al vampirismo.
La pesadilla (1966) es un episodio de la serie Historias para no dormir, escrito y dirigido por Narciso Ibáñez Serrador, que constituye el primer relato español pionero en el vampirismo, ambientado en una aldea rumana del siglo XIX. El protagonista fue interpretado por Fernando Guillén.
En La marca del hombre lobo (1968), dirigida por Enrique López Eguiluz, aunque el protagonista es el licántropo Waldemar Daninsky (interpretado por Paul Naschy), aparecen vampiros tradicionalistas, iniciando el terror gótico de monstruos clásicos en el cine español. La historia mostraba a Waldemar, afectado por la maldición de la licantropía, que trata de curarse de su maldición pese a la oposición del conde vampiro Janos (interpretado por Julián Ugarte) y su esposa Wandesa.
En Malenka, la sobrina del vampiro (1969), una coproducción hispano-italiana de Amando de Ossorio, protagonizada por Anita Ekberg, cuenta una historia de herencias, castillos misteriosos, vampiros y brujería.

## La década de 1970

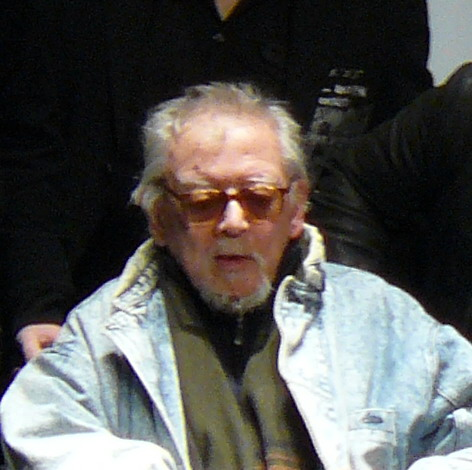
Jesús "Jess" Franco.

A partir de pequeños pasos, el cine de vampiros y el de terror en general, se introducen en España a partir de una serie de directores y coproducciones con otros países europeos. Aunque la censura cinematográfica comienza a suavizarse, muchas de las películas de este período sólo se estrenan en el extranjero, y no alcanzarán una gran difusión en España hasta varios años después, con la llegada de la Transición democrática. El año 1972 resulta especialmente prolífico en este tipo de producciones. Sin embargo, puede considerarse este período como la edad de oro del cine de terror gótico español.
Sin duda el principal director español de películas de vampiros ha sido Jesús “Jess” Franco, que a partir de 1970 contó con la presencia de Christopher Lee para rodar su propia versión de la novela de Bram Stoker, en coproducción con Alemania e Italia, a la que tituló El conde Drácula. Aunque el argumento literario fue respetado, el resultado final quedó deslucido por el escaso presupuesto y efectos especiales deficientes. La narración contaba con los elementos clásicos (castillos, niebla, murciélagos, lobos, mordeduras, etc.), y aunque el papel de Christopher Lee como el conde Drácula resulta menos siniestro que en sus películas de la Hammer Films, se introduce el rasgo literario de un vampiro anciano y canoso que rejuvenece a medida que consume sangre. Klaus Kinski interpretó el papel del enloquecido Renfield y Herbert Lom el de Van Helsing.
El cineasta Pere Portabella a partir de esta película filmaría los pormenores del rodaje en Vampir-cuadecuc.
Los monstruos del terror (1970), una coproducción Alemania-España-Italia dirigida por Hugo Fregonese y Tulio Demicheli, muestra una trama rocambolesca en la que unos extraterrestres tratan de invadir la tierra resucitando a todas las criaturas sobrenaturales –como en Plan 9 from Outer Space de Ed Wood.
La noche de Walpurgis (1970) una coproducción Alemania-España dirigida por León Klimovsky, es otra de las películas importantes del cine de terror español, una fábula en la que conviven un hombre lobo –de nuevo interpretado por Paul Naschy- y los vampiros, que se convertiría en una película de culto y supondría el reconocimiento internacional de Naschy. La historia comienza cuando dos chicas y el licántropo Waldemar encuentran la tumba de la condesa Wandesa Dárvula y la despiertan. A su vez la condesa planea traer al demonio a la Tierra.
Jesús Franco continuaría relacionando nuevas producciones vampíricas, en un período en el que la Hammer trataba de explotar el género introduciendo erotismo y lesbianismo en su Trilogía de los Karnstein. En 1971 rodó en coproducción con Alemania Las vampiras/Vampyros lesbos, en la que la condesa Nadine Carody (interpretada por Soledad Miranda) protagoniza una historia de amor lésbico y muerte.
En Drácula contra Frankenstein (1972) Jesús Franco enfrentó a ambos monstruos pero con resultados muy inferiores. En esta ocasión el conde Drácula fue interpretado por Howard Vernon.
La novia ensangrentada (1972), escrita y dirigida por Vicente Aranda, se basaba en el relato de "Carmilla", donde el espectro de la vampira, (interpretada por Alexandra Bastedo) seduce a la novia de una pareja de recién casados. El relato de vampiros es una excusa para introducir elementos eróticos en un ambiente romántico.
Ceremonia sangrienta (1973), dirigida y coescrita por Jorge Grau, muestra una visión de la muy recurrida figura de la condesa Báthory, uno de los iconos del vampirismo. En la historia, una descendiente de la condesa (interpretada por Lucía Bosé) durante el siglo XIX recurre a la sangre para combatir su envejecimiento, cometiendo una serie de crímenes hasta que como su antepasada termina siendo descubierta y condenada al emparedamiento en su propio castillo.
La mansión de la niebla (1972), coproducida con Italia y dirigida por Francisco Lara Polop, centra su trama en torno a una casa maldita.
La llamada del vampiro (1972) dirigida por José María Elorrieta, es una de las producciones más deficientes de esta época, cuya historia, como otras tantas películas del género sirve poco más que para exhibir la sensualidad de las intérpretes femeninas.
La tumba de la isla maldita (1974), escrita y dirigida por Julio Salvador, fue rodada en Turquía, donde se presentaba la historia de una vampira llamada Hannah (interpretada por Teresa Gimpera) que despierta de su sueño tras siete siglos de encierro y comienza a alimentarse de los habitantes de una isla griega, creando una secta de adoradores.
La saga de los Drácula (1972), dirigida por León Klimovsky introduce una historia llena de ironía y humor negro en la que se muestra la decadencia de la familia Drácula. Sus posteriores realizaciones La orgía nocturna de los vampiros (1972) y El extraño amor de los vampiros (1975) obtuvieron resultados muy inferiores.
El gran amor del conde Drácula (1974), dirigida por Javier Aguirre, es una aproximación muy original al personaje del vampiro, interpretado por Paul Naschy. La historia, aparte de los elementos tradicionales, reúne al conde con su amor perdido, pero al no ser correspondido, el vampiro opta por el suicidio en una destacable escena.
En El retorno de Walpurgis (1973), una coproducción España-México dirigida por Carlos Aured, aparece la condesa Báthory (interpretada por María Silva) iniciando una maldición ancestral que se transmite hasta comienzos del siglo XX y los crímenes de un psicópata se ven confundidos con los de un licántropo.
Las alegres vampiras de Vögel (1974) es una historia pretexto en clave humorística-picante para mostrar a un grupo de jóvenes (interpretadas por Ágata Lys, María José Cantudo, María Tasso y Paula Pattier) refugiadas en el castillo transilvano de un conde vampiro.
Ya llegada la democracia a España, el cine de terror continúa perpetuando los elementos anteriores, pero al mismo tiempo varios directores introducen aspectos novedosos y experimentales. Aparte del erotismo lésbico, se producen adaptaciones literarias tradicionales.
Leonor (1975), coescrita y dirigida por Juan Luis Buñuel en coproducción con Francia e Italia, es una historia de argumento medieval, basada en el relato "Deja a los muertos en paz" (1823) de Ernst Raupach. El noble Richard pierda a su esposa Leonor (interpretada por Liv Ullmann) y se casa por segunda vez, pero diez años después Leonor vuelve de la tumba y comienzan a morir los niños de la comarca. Richard, obsesionado por su primer amor, mata a su segunda esposa y no se da cuenta del peligro que representa Leonor hasta que es demasiado tarde.
La familia vourdalak (1975) un telefilme de José Antonio Páramo, constituye una adaptación del relato de Alexei Tolstoi.
Arrebato (1979), escrita y dirigida por Iván Zulueta, es una fábula surrealista que introduce el vampirismo mediante una cámara que somete a su propietario haciéndole atravesar horribles experiencias. Constituye una producción morbosa y realmente extraña.

## Las últimas producciones
Como ocurre en otros países, aunque un poco más tardíamente, desde mediados de la década de 1980 el cine de terror español comienza a experimentar el efecto de la presión cinematográfica de Hollywood y comienza un período de crisis, y las producciones del género serán cada vez más escasas hasta la actualidad, en el que se produce un tímido repunte en las películas de terror.
El retorno del hombre lobo (1980) dirigida y protagonizada por Jacinto Molina (Paul Naschy), es considera la más inspirada de las películas del actor-director. Una vez más el licántropo Waldemar vuelve a enfrentarse a una vampira, la condesa Báthory (interpretada por Julia Saly) y a sus acólitas.
Buenas noches, señor monstruo (1982), dirigida por Antonio Mercero constituye una producción dirigida al público infantil con el grupo musical Regaliz.
En 1985 se rueda la coproducción Alemania-Cuba-España de ¡Vampiros en la Habana! de Juan Padrón. Una película de dibujos animados con toques humorísticos sin descartar los elementos tradicionales, cuenta la historia de Pepito, un descendiente del conde Drácula, y sus aventuras en torno a una fórmula que permite a los vampiros caminar a la luz del día. En el año 2003 habría una continuación: Más ¡Vampiros en la Habana!
La figura del vampiro, recurrida muy ocasionalmente en el cine español, queda relegada a la comedia como en Aquí huele a muerto… (¡Pues yo no he sido!) (1990), para lucimiento del dúo cómico Martes y trece y Brácula: Condemor II (1997), para el del cómico Gregorio Sánchez (Chiquito de la Calzada), ambas dirigidas por Álvaro Sáenz de Heredia.
Paul Naschy ha dirigido Empusa (2007), y vuelve a interpretar a un vampiro, Lord Ruthven, en el cortometraje The vampyre, de John E. Polidori (2007), adaptación del relato homónimo por parte de Alejandro Ballesteros y Antonio Curado. 
Eskalofrío (2007), dirigida por Isidro Ortiz, si bien no es una verdadera historia de vampiros, sino más bien un thriller rural, muestra la historia de un chico (interpretado por Junio Valverde) que sufre una enfermedad cutánea (porfiria) que le vuelve extremadamente sensible a la luz, por lo que se verá obligado a irse a vivir a un pueblecito del norte de España situado en el interior de un valle en penumbra durante la mayor parte del día, donde se verá envuelto en una serie de misteriosos asesinatos.